# 粵北客語
粵北客語，即客家語粵北片，是客家語的一個支系，主要分佈在中國廣東省北部（粵北）。

## 劃分與特點
對於客家語的劃分一般有兩個版本，而兩個版本的粵北片除了方言點有變化以外並沒有太大的改動。

### 1987年版《中国语言地图集》
中国社科院和澳大利亚人文科学院合编的1987年版《中国语言地图集》将中國客家語分成八個大片，粵北片為其中之一。
在廣東省4個大片當中，粵北片的主要特點是我讀[ŋai]、[m n ŋ p t k]韻尾不全。主要分佈在始興、南雄、翁源、乳源、連南、連縣、陽山、樂昌等十個縣市的境內。

### 2007年《客家方言的分區》
謝留文、黃雪貞在《客家方言的分區》將中國客家語分成八個大片，相比1987年版方言點有所減少，原粵北片有不少點被劃入新粵台片。粵北片主要分佈在樂昌、仁化縣、翁源縣、始興縣、南雄市、陽山縣等6個縣市境內。這個地區的客家語與江西南部的客家語、粵北的土話及湖南南部的土話接壤，方言之間相互影響，所以此片與其餘大片的聲調系統及語音特點都不一樣，內部缺乏一致性。